# 377 (số)
377 (ba trăm bảy mươi bảy) là một số tự nhiên ngay sau 376 và ngay trước 378.